# Orroral River
Orroral River är ett vattendrag i Australien. Det ligger i territoriet Australian Capital Territory, i den sydöstra delen av landet, omkring 41 kilometer söder om huvudstaden Canberra.
I omgivningarna runt Orroral River växer huvudsakligen savannskog. Trakten runt Orroral River är nära nog obefolkad, med mindre än två invånare per kvadratkilometer. Genomsnittlig årsnederbörd är 1 026 millimeter. Den regnigaste månaden är februari, med i genomsnitt 164 mm nederbörd, och den torraste är juli, med 35 mm nederbörd.